# Banjarharjo (Kalibawang)
Banjarharjo is een bestuurslaag in het regentschap Kulon Progo van de provincie Jogjakarta, Indonesië. Banjarharjo telt 6690 inwoners (volkstelling 2010).